# 図們江大橋

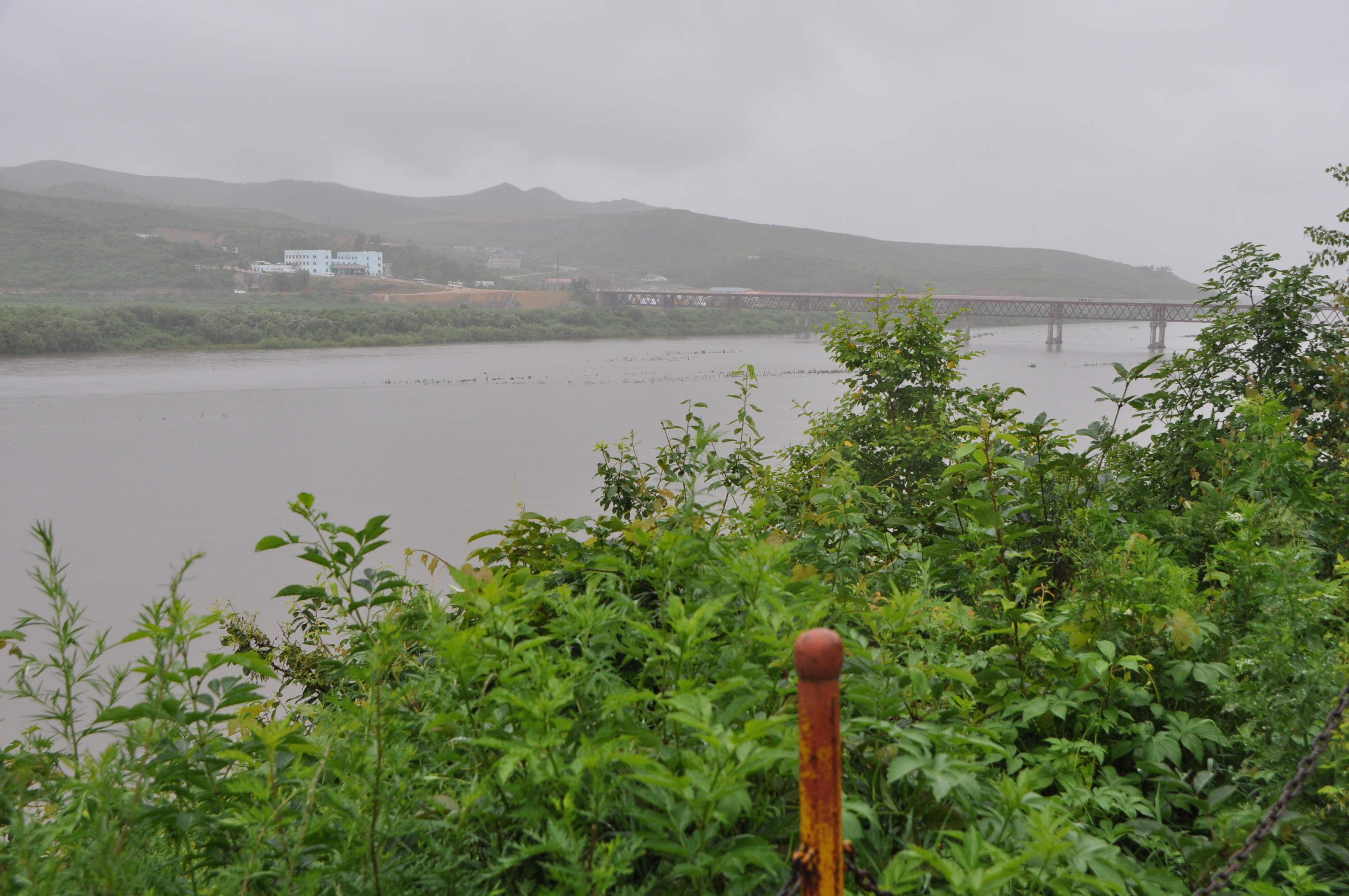
琿春圏河図們江大橋

図們江大橋（ともんこうだいきょう、中国語: 图们江大桥、朝鮮語: 두만강 다리）は、中朝国境となっている図們江（豆満江）を跨いで中華人民共和国の琿春市浦恩洞と朝鮮民主主義人民共和国の羅先市元汀洞を結ぶ橋である。

## 概要
1938年に建設され、全長が535.2メートル、幅は6.6メートル。圏河という川が図們江へ合流する地点にあり、中国側に「圏河口岸」（口岸とは国境検問所の意味）、朝鮮側に「元汀関門」（国境通行検査所）が設置されている。
朝鮮の日本統治時代は慶興橋と呼ばれた。日本の国境取締法ではこの橋が名指しされ、この橋より東南方の国境は立ち入りが規制された。
新図們江大橋（新豆満江大橋、中朝辺境圏河通商大橋）は2016年に完成した。徒歩横断は不可であり、圏河口岸と元汀国境通行検査所の間を往復するシャトルバス（有料）が個人旅行者の輸送を担う。また、ここを経由して琿春と羅先（羅津）を結ぶ国際バス路線がある。

## ギャラリー

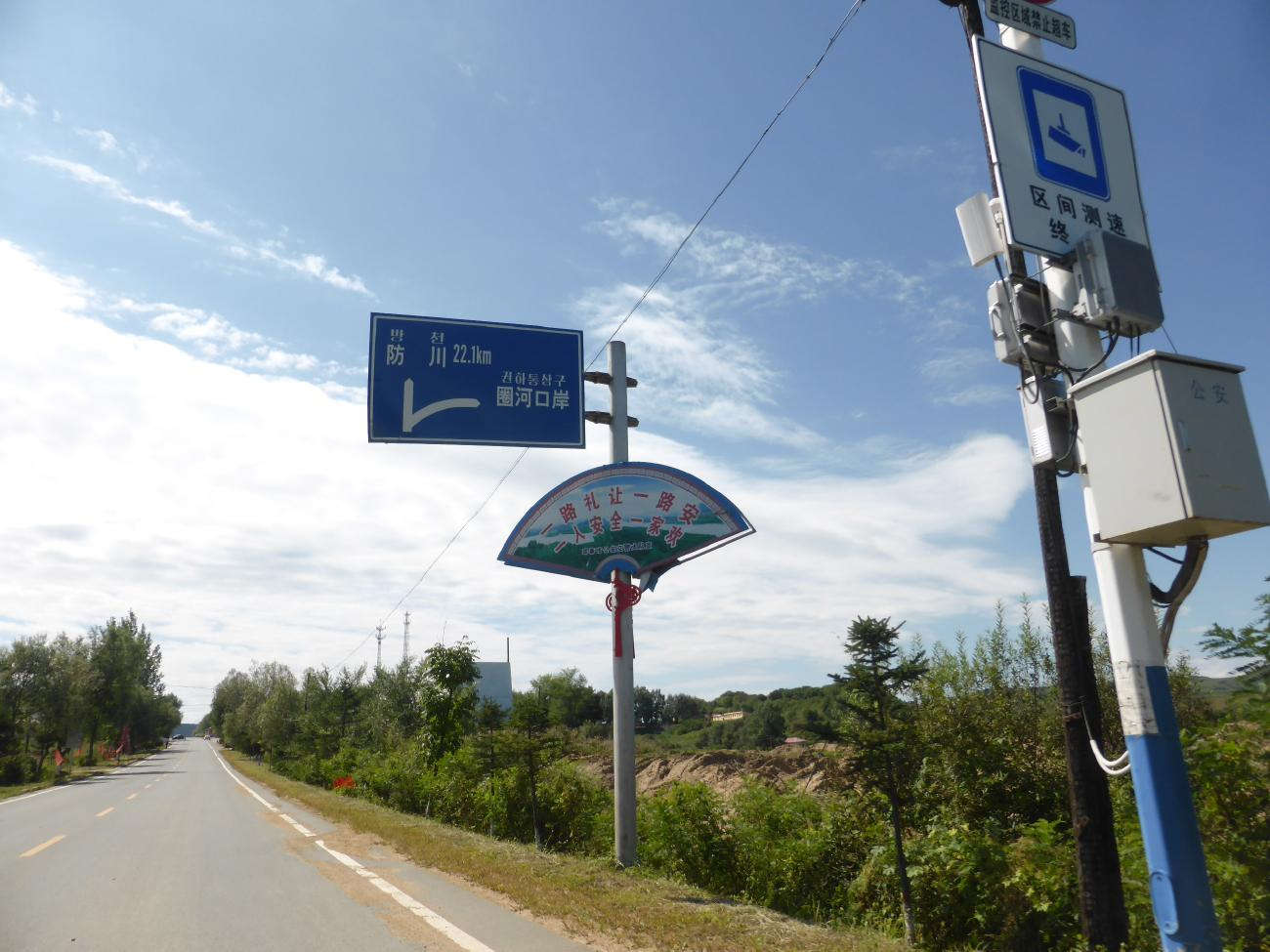
圏河口岸から防川へは22km
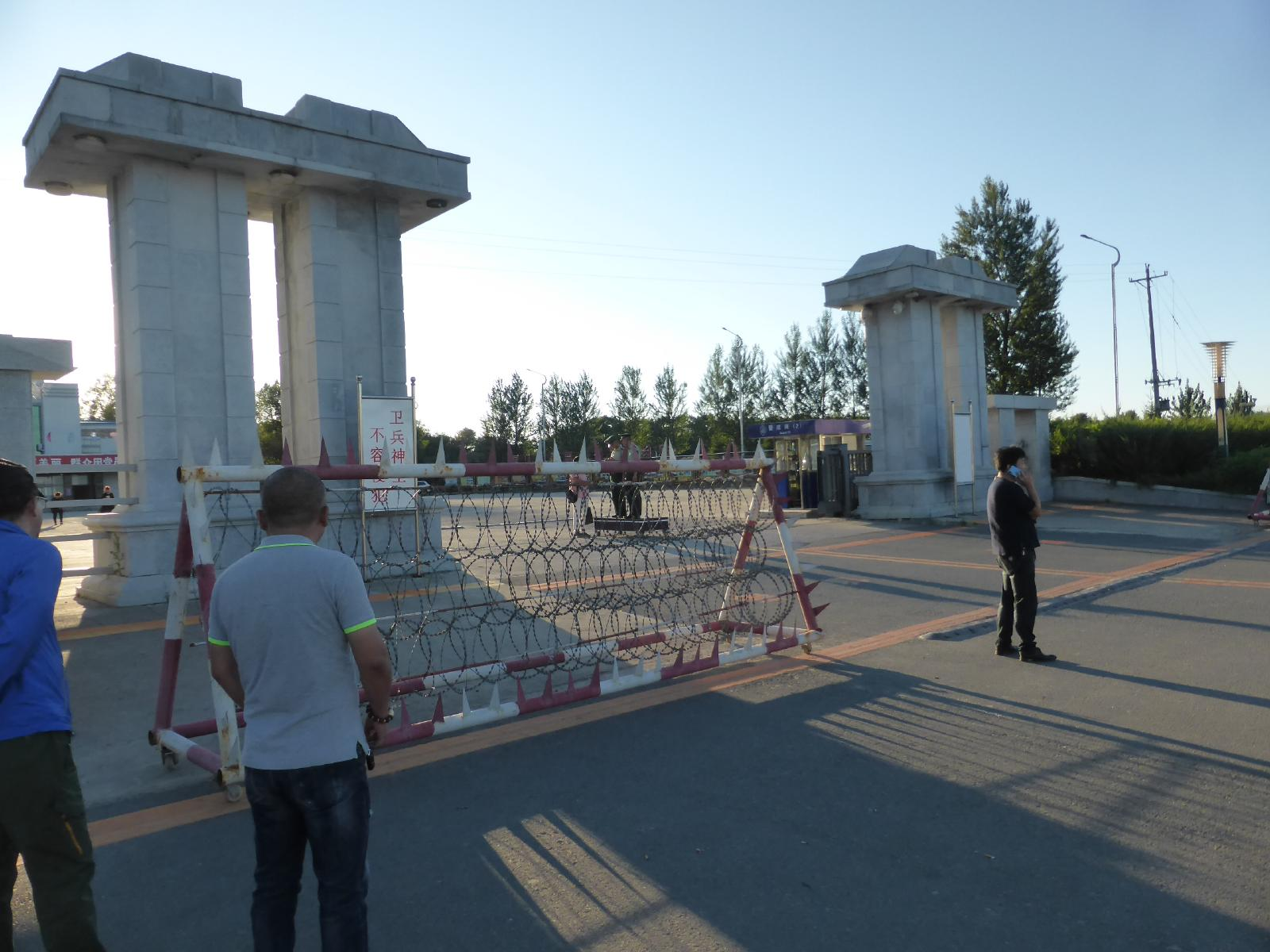
国境警備兵がいる場合は正面撮影禁止
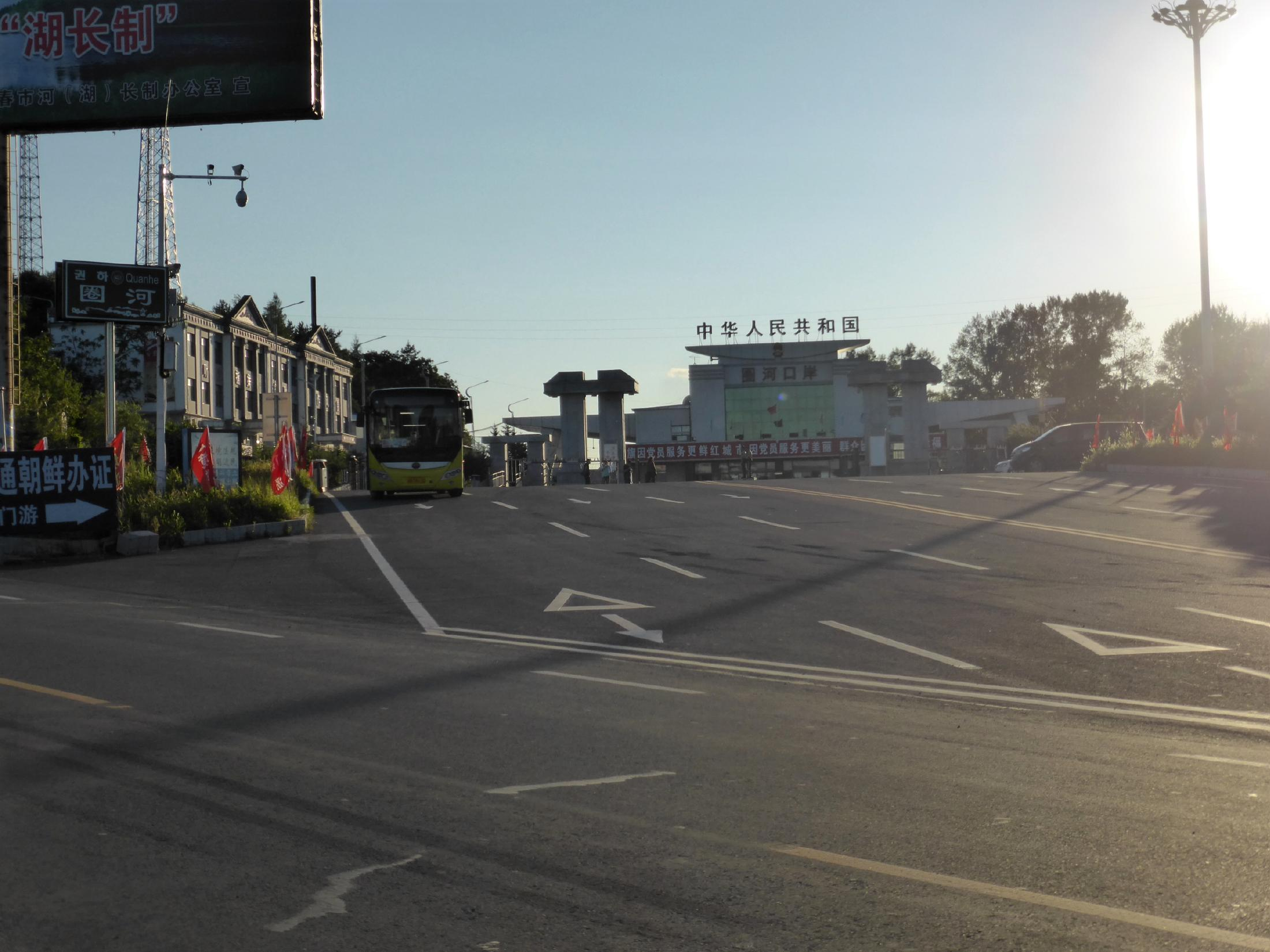
兵がいる場合、幹線道路から撮影する
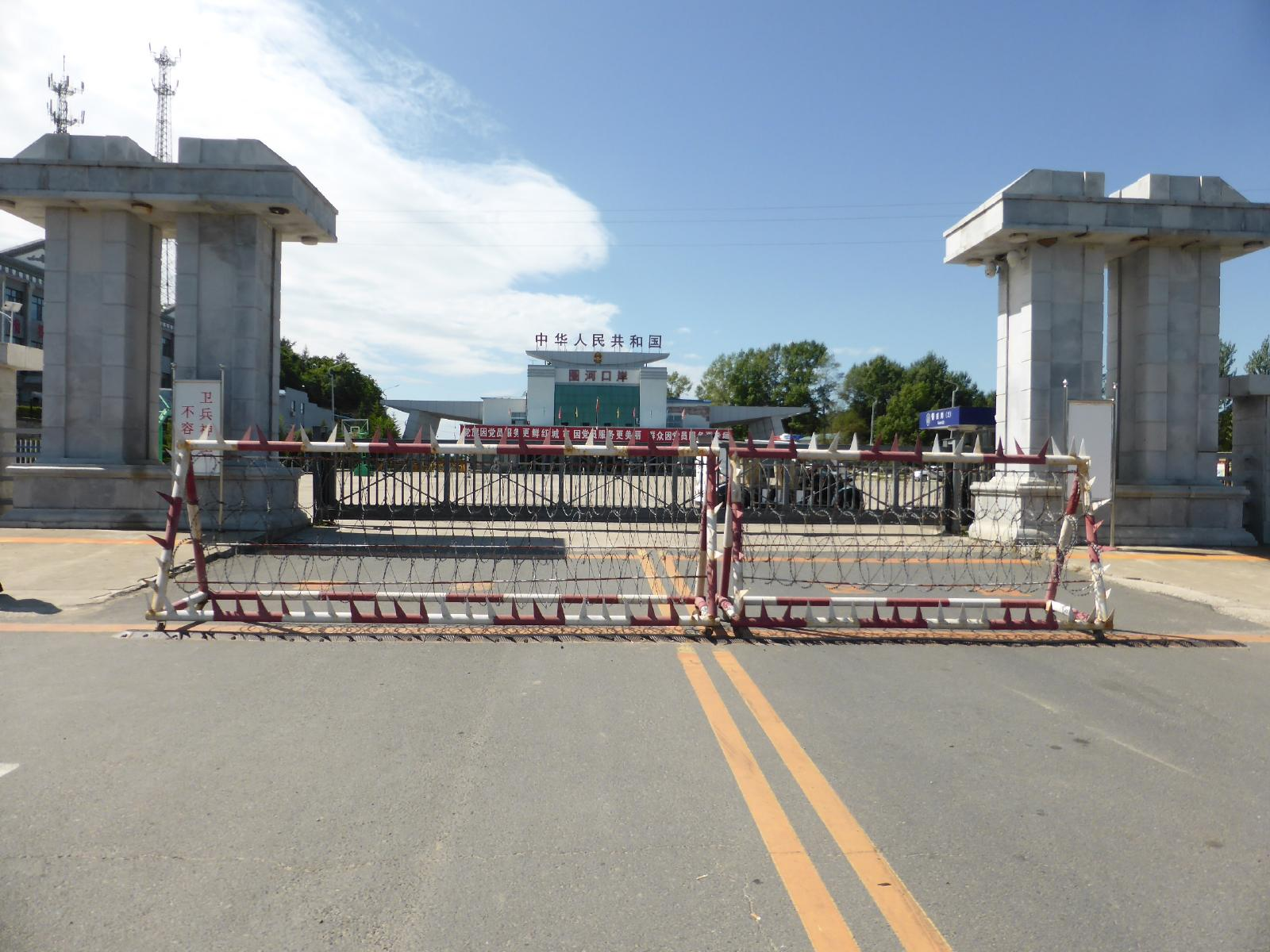
通常日曜日は警備兵が立たないため撮影可能
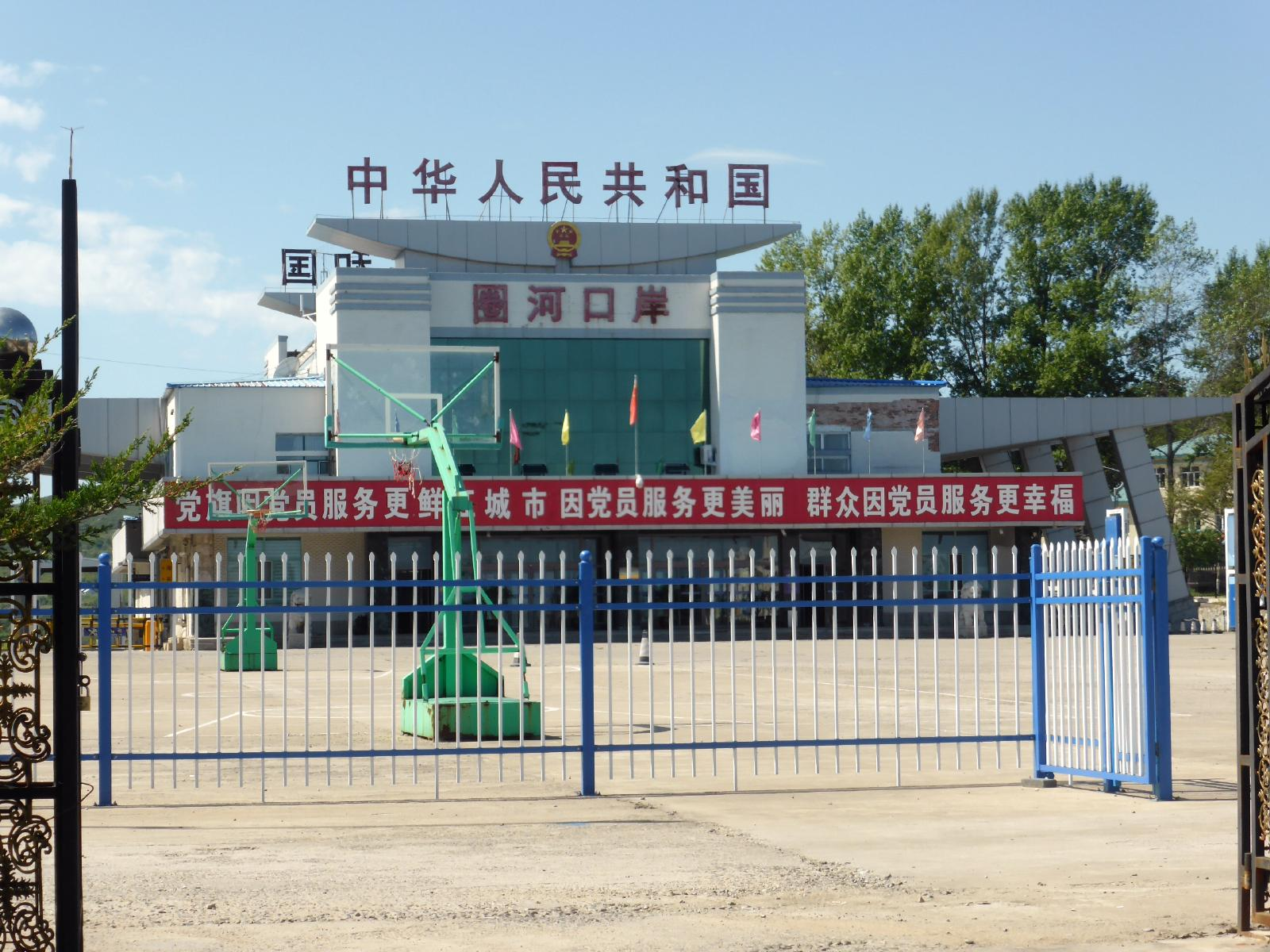
圏河口岸正門
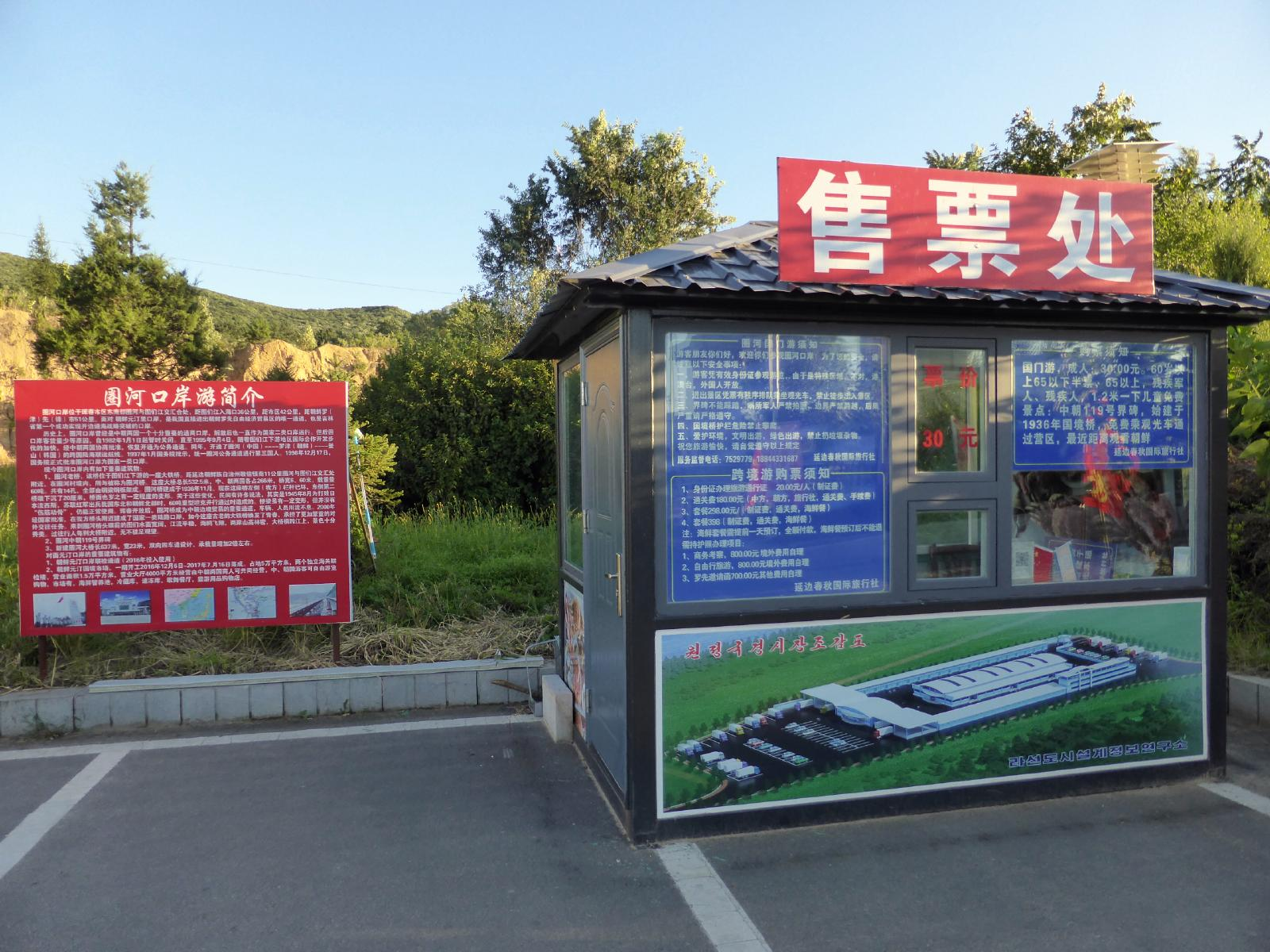
チケット売り場。外国人は入場不可
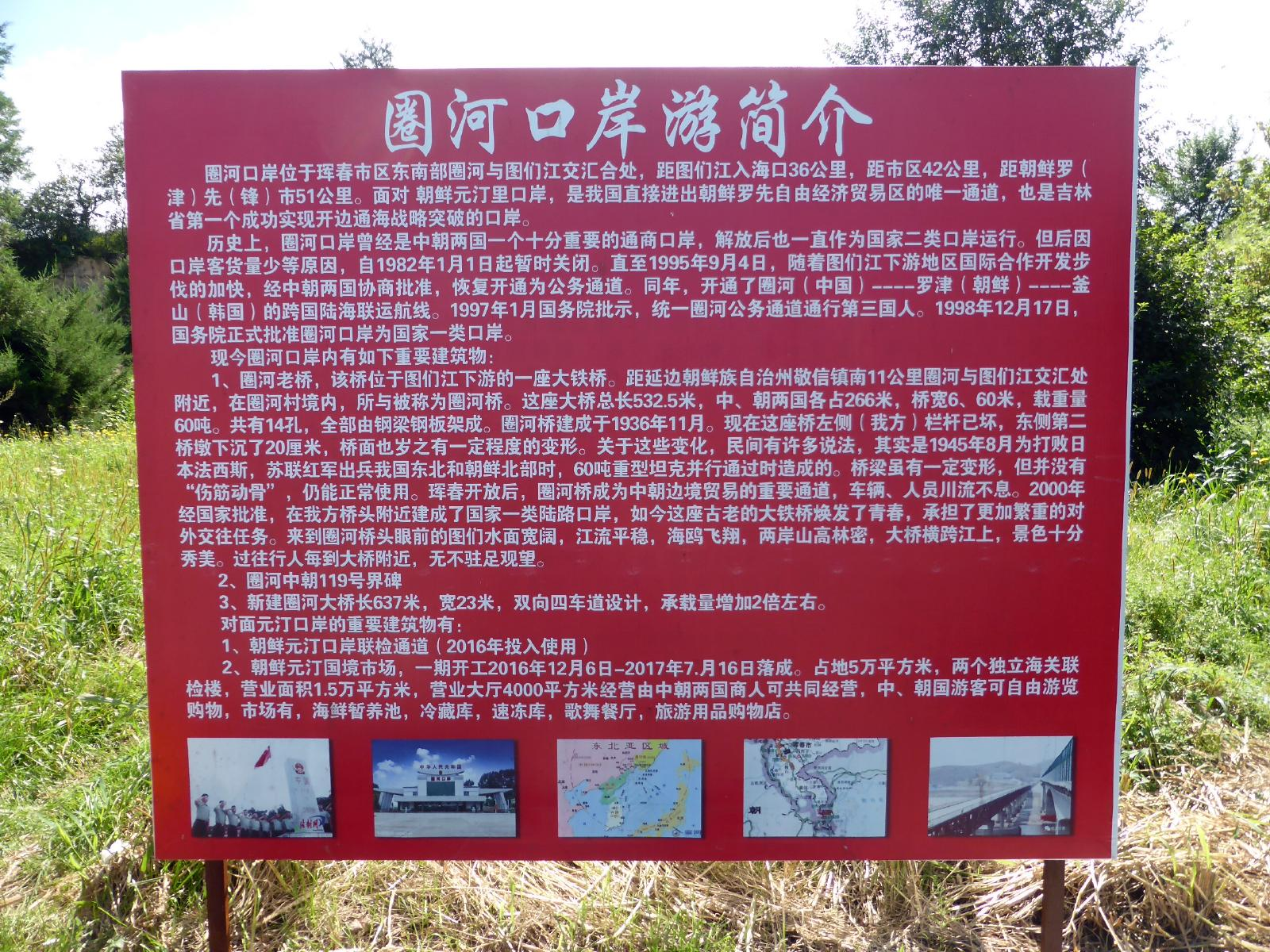
圏河口岸の沿革
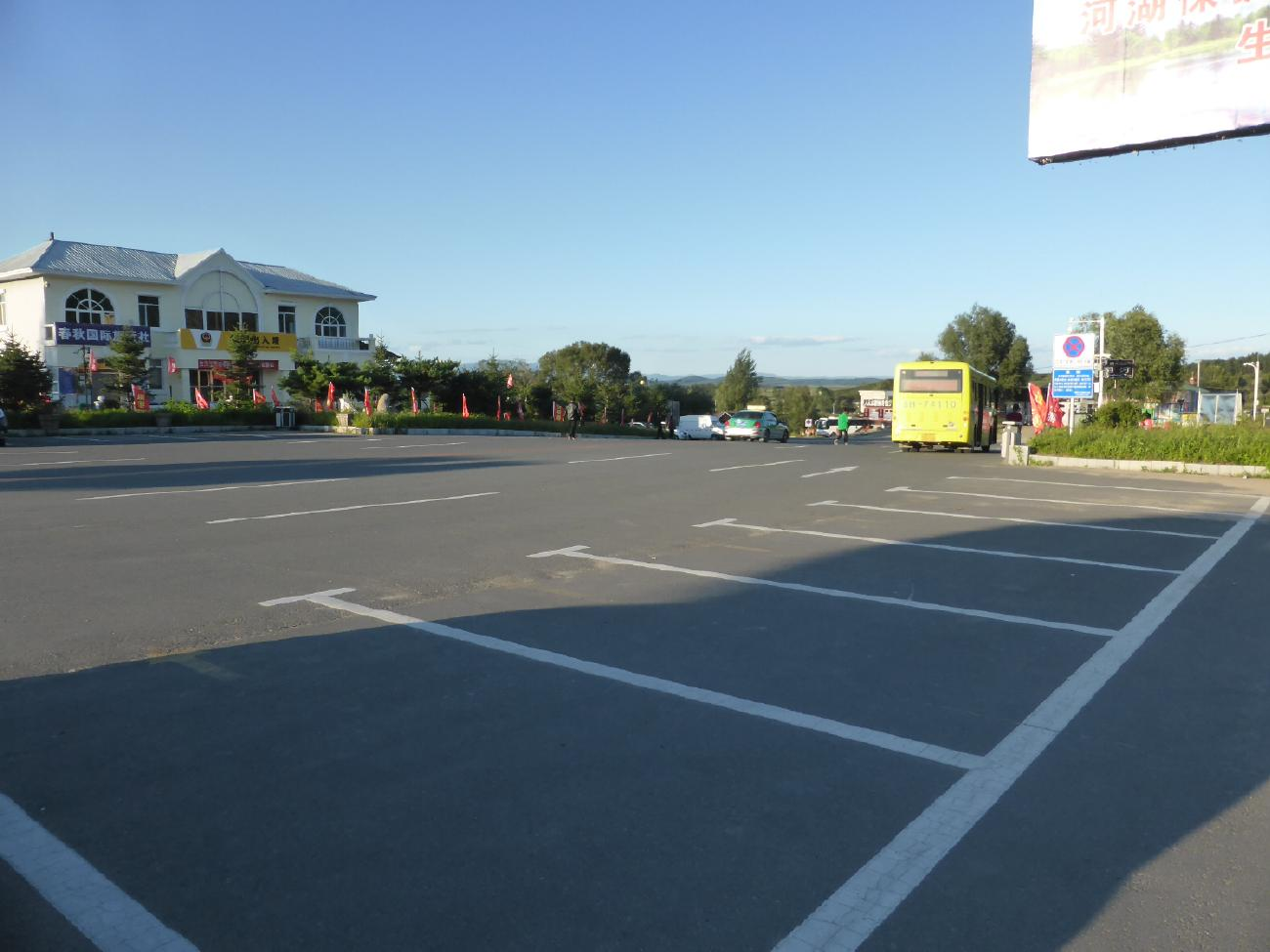
ゲートを背にして手前にある駐車場を見る
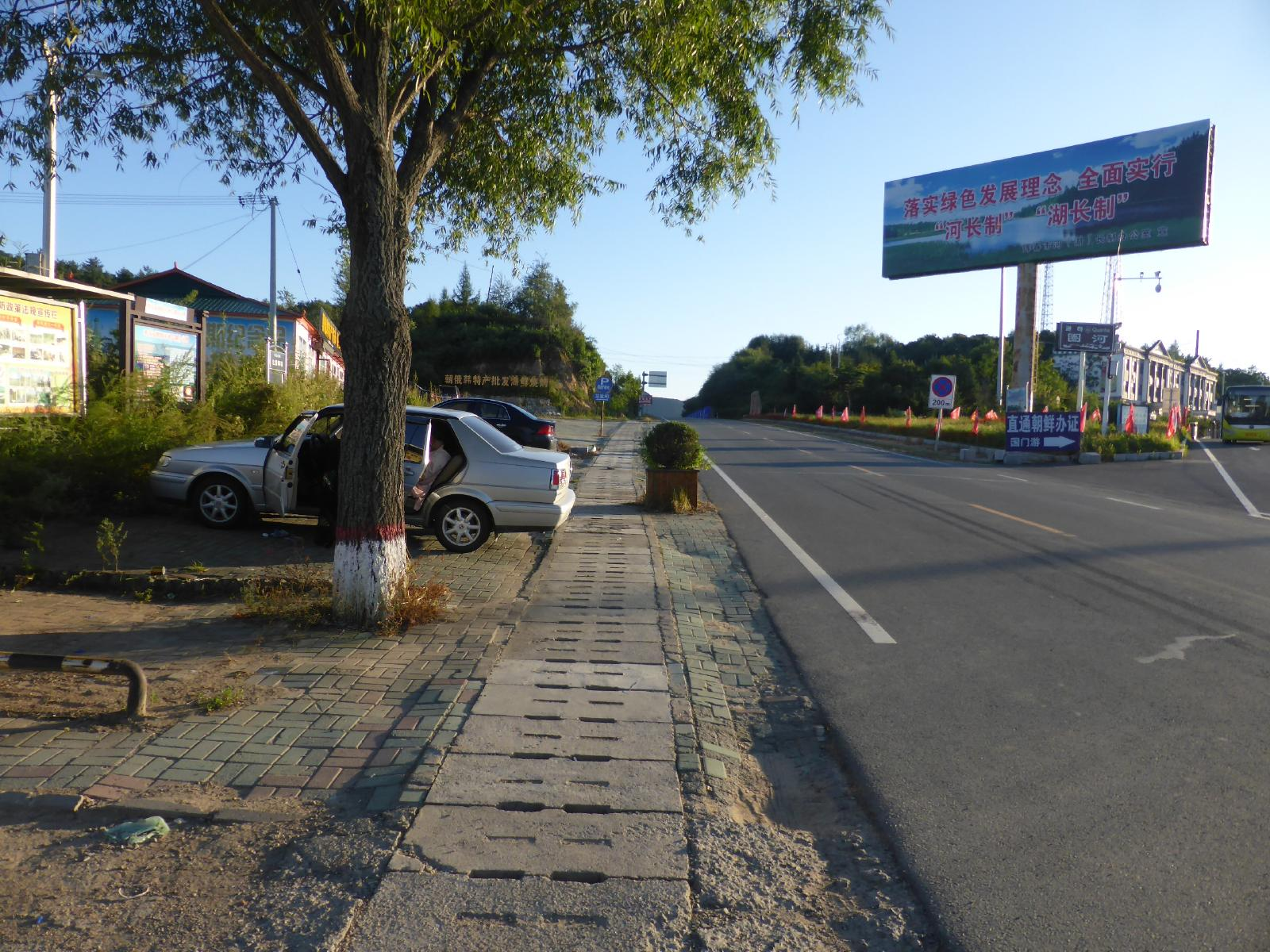
右側が圏河口岸。直進すると防川
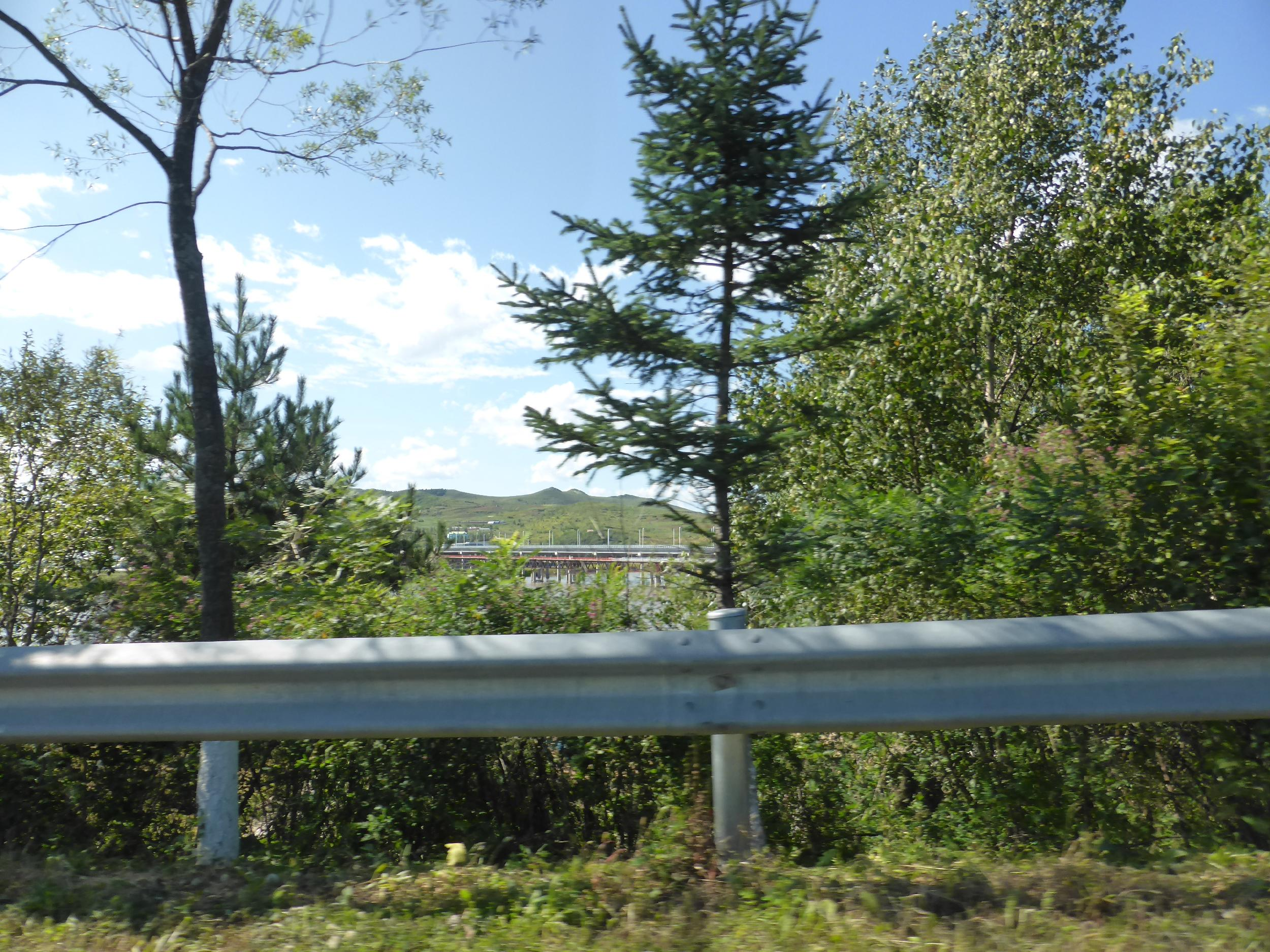
圏河口岸に新たに建造された橋

## 参照項目
- 朝鮮・ロシア友情橋（琿春市）
- 図們国境大橋（図們市）
- 中朝友誼橋（丹東市）
- 集安鴨緑江国境鉄道大橋（集安市）
- 臨江鴨緑江大橋（臨江市）
- 長恵国際大橋（長白朝鮮族自治県）